# Wounaan
Pour les autres significations, voir Wounaan (langue).

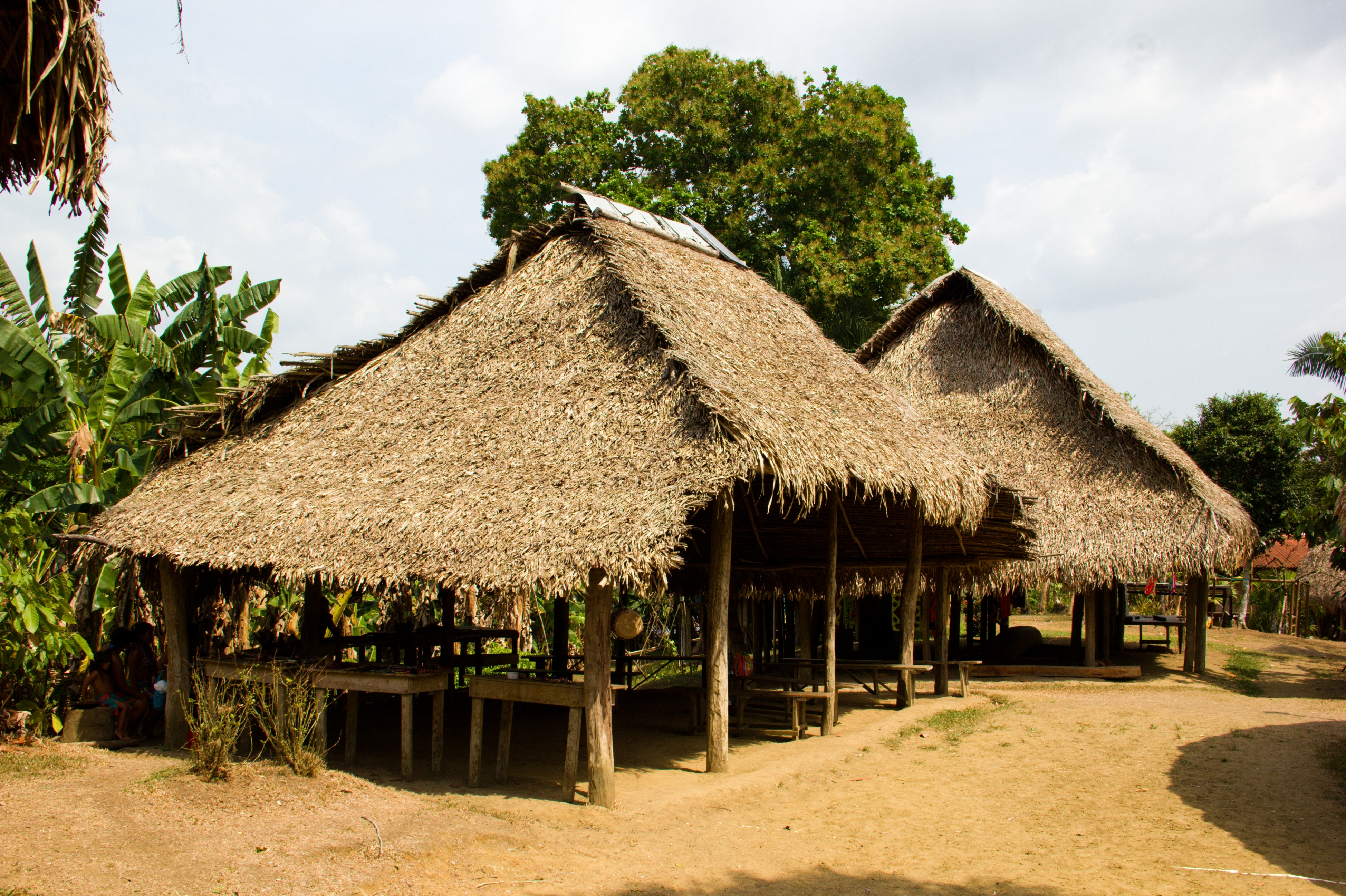
Habitations Wounaan (Panama)

Les Wounaan (ou Waunana, Chanco, Chocama, Noanama, Noenama, Nonama, ou encore Woun Meu) sont l'une des communautés indigènes vivant au nord-ouest de la Colombie (région de Chocó) ainsi que dans le sud du Panama.